# Отмена крепостного права в России
Отме́на крепостно́го пра́ва в Росси́и, также известная как Крестья́нская рефо́рма — начатая в 1861 году реформа, упразднившая крепостное право в России. Явилась первой и наиболее значимой из «великих реформ» Александра II, за что он был удостоен особого эпитета в российской историографии — Освободитель; провозглашена Манифестом об отмене крепостного права от 19 февраля (3 марта) 1861 года.

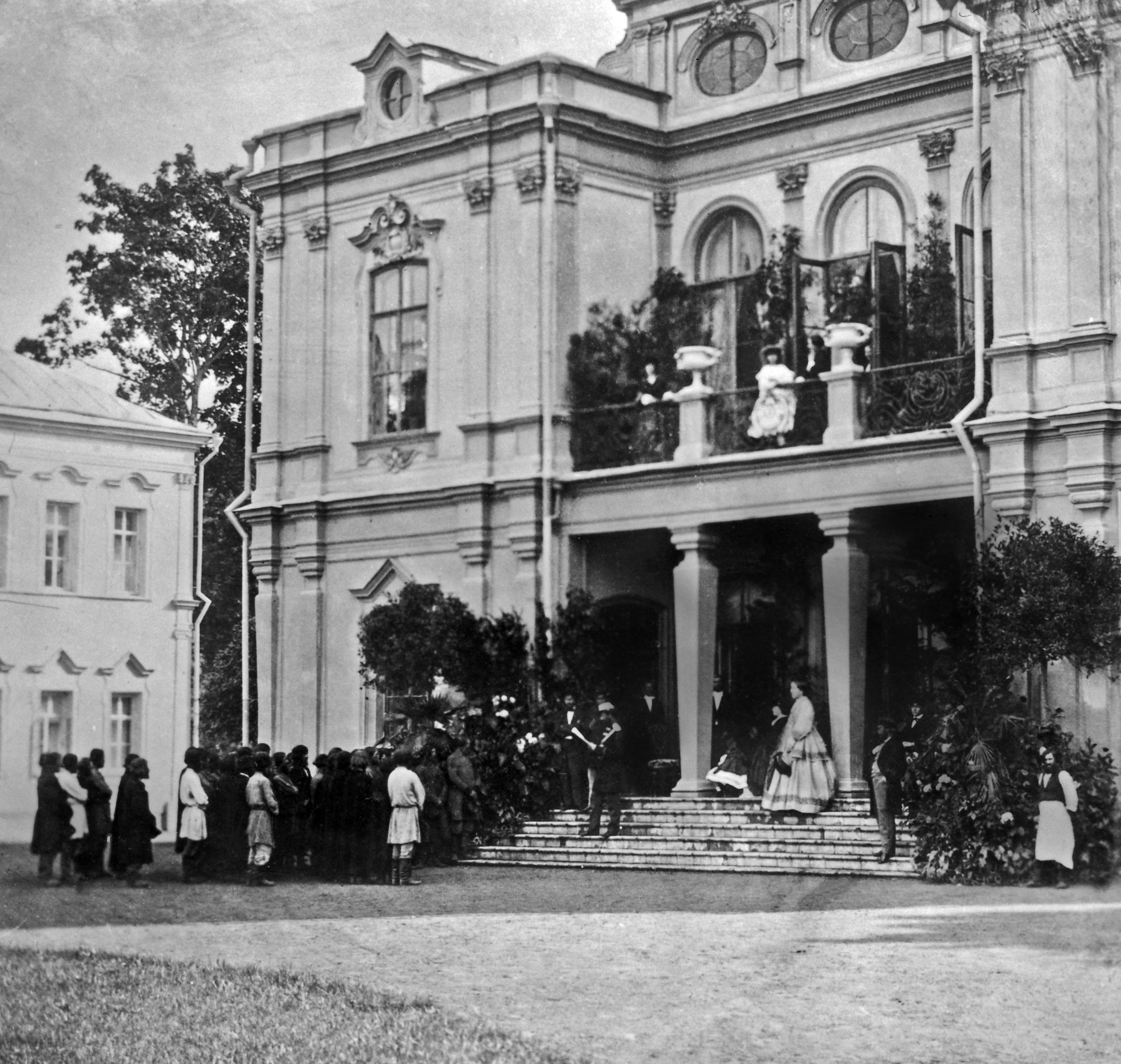
Мировой посредник зачитывает со ступеней господского дома законодательные акты об освобождении крестьян

## Предыстория
Российское законодательство во второй половине XVIII века закрепило право владения землёй «де-юре» за помещиками уже без их привязки к службе: Манифест о вольности дворянства 1762 года и Жалованная грамота дворянству 1785 года фактически превратили имения в полноценную собственность.
Первые шаги к ограничению и последующей отмене крепостного права были сделаны Павлом I в 1797 году с подписанием Манифеста о трёхдневной барщине об ограничении подневольного труда и Александром I в 1803 году с подписанием Указа о вольных хлебопашцах, в котором прописано правовое положение отпускаемых на волю крестьян. Александр I одобрил проект А. А. Аракчеева о постепенной ликвидации крепостного права путём выкупа помещичьих крестьян с их наделов казной. Но практически реализован этот проект не был. В 1816—1819 годах крепостное право было отменено в прибалтийских (остзейских) губерниях Российской империи (Эстляндия, Курляндия, Лифляндия, остров Эзель): крестьяне получили личную свободу, но без предоставления земельного надела. Земля осталась в собственности помещиков, которые сдавали её в аренду, причём срок аренды мог составлять и один год, что не создавало долговременных условий для развития сельскохозяйственного производства.

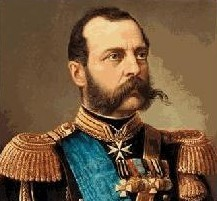
Александр II

Вопреки устоявшемуся ошибочному мнению, крепостные не составляли большинства населения Российской империи, со Второй по Восьмую ревизию их было 45 % от общего населения Российской империи. Впервые существенное сокращение этого соотношения произошло при Николае I, к концу царствования которого она, по разным оценкам, сократилась до 35—45 %. Так, к 10-й ревизии (1858) доля крепостных во всём населении империи упала до 34 %. Согласно переписи населения 1857—1859 годов, в крепостной зависимости находилось 23,1 миллиона человек (обоих полов) из 67,1 миллиона человек, населявших Российскую империю на начало 1859 года. Доля крепостных в общем народонаселении России была различна в разных её частях. Так, в части Польши и  Прибалтики, всей Финляндии, Сибири и Дальнего Востока, Русского Севера и современного Казахстана крепостных практически не было. Значительно выше доля крепостных была в центральных регионах (включая современные территории Украины, Беларуси, Польши, Литвы, Латвии, Грузии, Молдовы).  Из 65 губерний и областей, существовавших в Российской империи на 1858 год, в трёх остзейских губерниях (Эстляндия, Курляндия, Лифляндия), в Земле Черноморского войска, в Приморской области, Семипалатинской области и области Сибирских киргизов, в Дербентской губернии (с Прикаспийским краем) и Эриванской губернии крепостных не было вовсе; ещё в двух губерниях и двух областях (Архангельской и Шемахинской губерниях, Забайкальской и Якутской областях) крепостных крестьян также не было, за исключением нескольких десятков дворовых людей (слуг); кроме того, в Тобольской губернии было около 3000 крепостных (0,31 % от численности населения). В оставшихся 52 губерниях и областях доля помещичьих крепостных в численности населения составляла от 1,17 % (Бессарабская область, в которой вместо крепостных были феодально-зависимые царане) до 69,07 % (Смоленская губерния).
В течение царствования Николая I было создано около десятка различных комиссий для решения вопроса об упразднении крепостного права, но все они оказались бесплодными ввиду противодействия помещиков. Указ Николая I от 2 (14) мая 1833 года запрещал продавать крепостных крестьян с публичного торга и отбирать у них наделы, если они имелись, запрещалось разлучать членов одного семейства при продаже. Тем не менее, в течение данного периода произошла существенная трансформация данного института и резко сократилась численность крепостных, что облегчало задачу окончательного устранения крепостного права. К 1850 годам сложилась обстановка, в которой оно могло произойти и без согласия помещиков. Как указывал историк В. О. Ключевский, к 1850 году более 2/3 дворянских имений и 2/3 крепостных душ были заложены в обеспечение взятых у государства ссуд. Поэтому освобождение крестьян могло произойти и без всеобщего государственного акта. Для этого правительству достаточно было провести национализацию заложенных имений — с уплатой помещикам лишь небольшой разницы между стоимостью имения и накопленной недоимкой по просроченной ссуде. В результате такого выкупа множество имений перешло бы к государству, а большинство крепостных перешло бы в разряд государственных (то есть по сути лично свободных) крестьян. Именно такой план и вынашивал П. Д. Киселёв, отвечавший за управление государственным имуществом в правительстве Николая I.
Однако эти планы вызывали сильное недовольство помещиков. Как писал о Киселёве барон М. А. Корф, «известные его замыслы об эмансипации крепостных людей давно уже навлекли на него ненависть помещичьего класса». Кроме того, в 1850-е годы усилились восстания крестьян. Поэтому новое правительство, собранное Александром II, решило ускорить решение крестьянского вопроса. Как сказал сам царь 30 марта 1856 года перед московскими губернским и уездными предводителями дворянства, «Слухи носятся, что я хочу дать свободу крестьянам; это несправедливо,— и Вы можете сказать это всем направо и налево; но чувство, враждебное между крестьянами и их помещиками, к несчастью, существует, и от этого было уже несколько случаев неповиновения помещикам. Я убеждён, что рано или поздно мы должны к этому прийти. Я думаю, что и Вы одного мнения со мной; следовательно, гораздо лучше, чтобы это произошло свыше, нежели снизу».
Основными причинами реформы были: кризис крепостнической системы, крестьянские волнения, особенно усилившиеся во время Крымской войны. Крестьяне, к которым царская власть обратилась за помощью, призывая в ополчение, полагали тем самым, что своей службой они заслужат себе свободу от крепостной зависимости. Надежды крестьян не оправдались. Росло число крестьянских выступлений. Если за 10 лет с 1845 по 1854 год произошло 348 выступлений, то за последующие 6 лет (1855—1860) — 474.
На бо́льшей части территории Российской империи крепостного права не было: во всех сибирских, азиатских и дальневосточных губерниях и областях, в казачьих областях, на Северном Кавказе, на самом Кавказе, в Закавказье, в Финляндии и на Аляске. Однако на этих территориях проживало лишь около четверти всего населения империи.
Принципы землеустройства крестьян, положенные в основу реформы, пересекаются с идеями К. Д. Кавелина и В. А. Кокорева, получившими широкий общественный резонанс в 1850-е годы. Так, Кавелин в «Записке об освобождении крестьян» (1855) предлагал выкупать крестьянам землю посредством ссуды и выплачивать в течение 37 лет по 5 % ежегодно через специальный крестьянский банк. И по Положениям о крестьянах, вышедших из крепостной зависимости, крестьяне уплачивали в казну в течение 49 лет 6 % годовых с полученной ссуды. Как говорил Кавелин о необходимости вознаграждения помещиков, так и по реформе помещик в итоге получали % из казны бумагами в качестве компенсации и т. п. Даже Крестьянский поземельный банк, о котором ратовал Кавелин, был в итоге создан в 1883 году. Кокорев в статье «Миллиард в тумане» (1859) предложил план выкупа крестьян на волю с помощью капитала специально созданного частного банка. Он предлагал освободить крестьян с землёй, а помещикам выплатить за это деньги посредством уплачиваемого крестьянами кредита в течение 37 лет[.

## Подготовка реформы
Впервые в царствование Александра II крестьянский вопрос был поднят 10 мая 1855 года вице-президентом Императорского вольного экономического общества князем В. В. Долгоруковым в докладе, направленным для поднесения Государю. Поднятый вопрос остался без последствий.

Как указывают историки, в отличие от комиссий Николая I, где преобладали нейтральные лица или специалисты по аграрному вопросу (в том числе Киселёв, Бибиков и др.), теперь подготовка крестьянского вопроса была поручена крупным помещикам-крепостникам (включая председателя Секретного комитета по помещичьим крестьянам А. Ф. Орлова и министров Панина и Муравьёва, сменивших Киселёва и Бибикова), что во многом предопределило результаты реформы. Вместе с тем, историк Л. Г. Захарова указывает, что среди них были и представители «либеральной бюрократии» (Н. А. Милютин), руководствовавшиеся нравственной идеей ликвидации крепостного права.

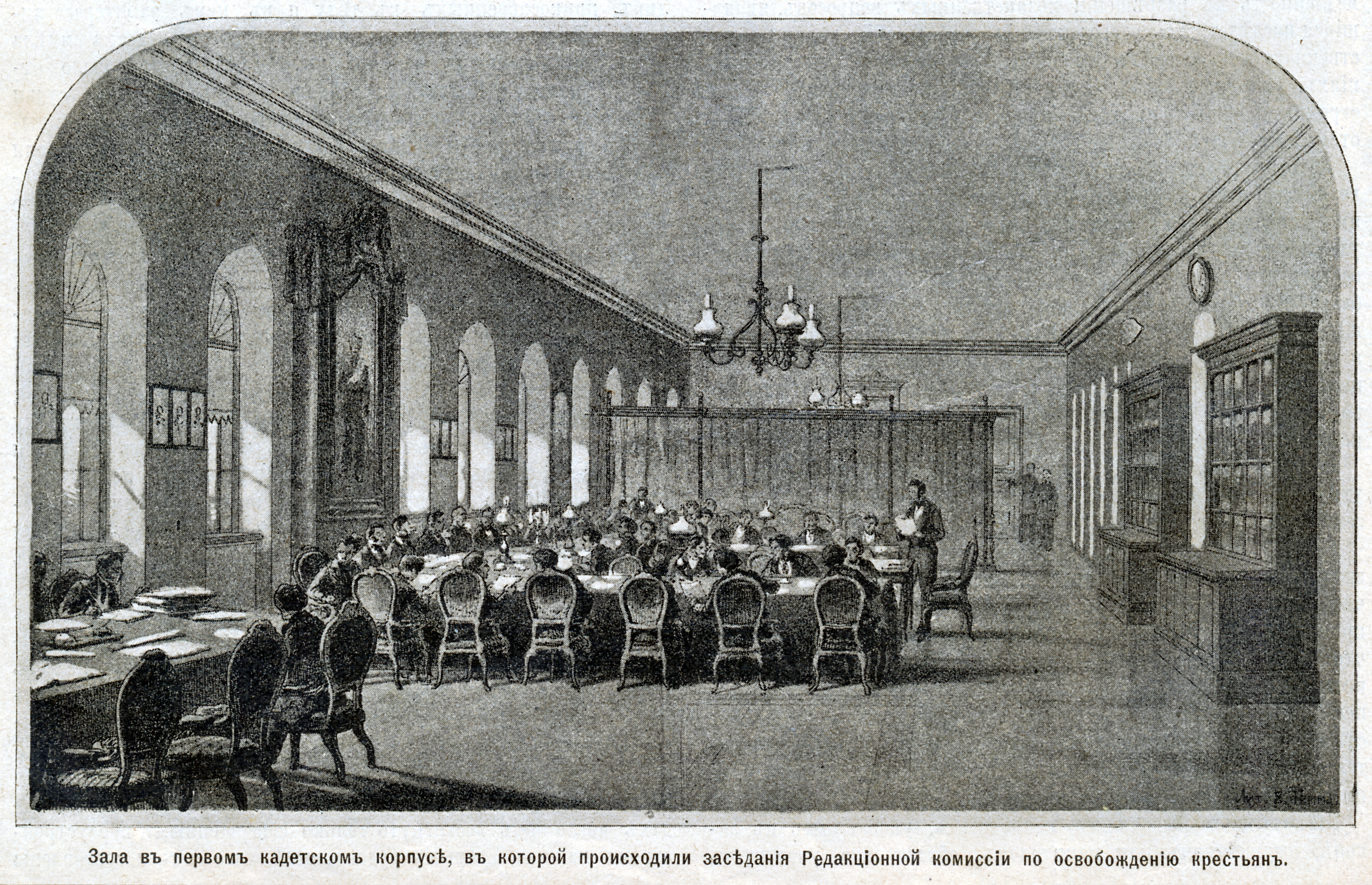
Заседание Редакционной комиссии по освобождению крестьян

3 января 1857 года был учреждён новый Секретный комитет по крестьянскому делу в составе 11 человек (бывший шеф жандармов А. Ф. Орлов, М. Н. Муравьёв, П. П. Гагарин и т. д.) 26 июля министром внутренних дел и членом комитета С. С. Ланским был представлен официальный проект реформы. Было предложено создать в каждой губернии дворянские комитеты, имеющие право вносить в проект свои поправки. Разрабатываемая программа была узаконена для этих прибалтийских губерний в данном рескрипте Александра II от 20 ноября 1857 года на имя виленского генерал-губернатора В. И. Назимова (известный как рескрипт Назимову).
Программа правительства, изложенная в этом рескрипте, предусматривала уничтожение личной зависимости крестьян при сохранении всей земли в собственности помещиков (вотчинная власть над крестьянами также, согласно документу, оставалась за помещиками); предоставление крестьянам определённого количества земли, за которую они обязаны будут платить оброк или отбывать барщину, и со временем — права выкупа крестьянских усадеб (жилой дом и хозяйственные постройки). Юридическая зависимость ликвидировалась не сразу, а только по истечении переходного периода (10 лет). В работе губернских комитетов по обсуждению реформы, согласно рескрипту Назимову, должны были участвовать: губернский предводитель дворянства, один выборный представитель дворянства от каждого уезда и два опытных и авторитетных помещика той же губернии. Общая комиссия должна была состоять из двух членов каждого из губернских комитетов по их выбору, одного опытного помещика из каждой губернии по назначению генерал-губернатора и одного члена министерства внутренних дел. Рескрипт был опубликован и разослан всем губернаторам страны.
С полным непониманием встретили дворяне рескрипт, данный В. И. Назимову. И уж совсем были удивлены, когда буквально следом пришёл циркуляр Министерства внутренних дел примерно такого содержания: «Так как петербургское дворянство выразило желание заняться улучшением положения крестьян, то ему разрешается устройство комитета и т. д.». Дворянство недоумевало, чем они подали такой повод государю и министру. Вся ситуация принимала для российского дворянства совершенно фантасмагоричный вид. На самом деле предыстория последнего циркуляра такова: как-то, представляясь императору, воронежский губернатор Смирин обратился к С. С. Ланскому за разъяснением слов государя об улучшении положения крепостных и за получением некоторого предписания на этот счёт для воронежского дворянства. Тут же в МВД вспомнили, что и петербургское дворянство обращалось с похожим желанием узнать точное положение крестьянских повинностей в пользу землевладельцев. Однако в МВД это обращение было заброшено. Вот тут о нём тотчас вспомнили, извлекли из бумажного завала и составили рескрипт на имя петербургского генерал-губернатора графа Игнатьева. Итогом и стала рассылка по регионам столь «вымученных» и «исхитренных» государственных документов для устройства комитетов по решению крестьянского вопроса. Сопротивление Секретному комитету (преобразованному в Главный комитет по крестьянскому делу) теперь стало опасно, и дворянство вынужденно приступило к обсуждению реформы. В провинции с 1858 года стали открываться губернские комитеты, подчинявшиеся Главному комитету по крестьянскому делу. Первый — в Рязанской губернии. Последний — в Москве, так как московское дворянство противодействовало реформе больше всего.
Внутри комитетов началась борьба за меры и формы уступок между либеральными и реакционными помещиками. Боязнь всероссийского крестьянского бунта заставила правительство пойти на изменение правительственной программы крестьянской реформы, проекты которой неоднократно менялись в связи с подъёмом или спадом крестьянского движения.
Новая программа Главного комитета по крестьянскому делу была утверждена царём 21 апреля 1858 года. Программа строилась на принципах рескрипта Назимову. В программе было предусмотрено смягчение крепостной зависимости, но не её ликвидация. Одновременно с этим участились крестьянские волнения. Крестьяне не без основания беспокоились по поводу безземельного освобождения, утверждая, что «одна воля хлебом кормить не станет».
4 декабря 1858 года была принята новая программа крестьянской реформы: предоставление крестьянам возможности выкупа земельного надела и создание органов крестьянского общественного управления. В отличие от предыдущей, эта программа была более радикальной, и к принятию её правительство во многом подтолкнули многочисленные крестьянские волнения (наряду с давлением оппозиции). Эта программа была разработана Я. И. Ростовцевым. Основные положения новой программы были следующими:
- получение крестьянами личной свободы;
- обеспечение крестьян наделами земли (в постоянное пользование) с правом выкупа (специально для этого правительство выделяет крестьянам специальный кредит);
- утверждение переходного («срочнообязанного») состояния.

Для рассмотрения проектов губернских комитетов и разработки крестьянской реформы в марте 1859 года при Главном комитете были созданы Редакционные комиссии (фактически существовала лишь одна комиссия) под председательством Я. И. Ростовцева. Фактически работой Редакционных комиссий руководил Н. А. Милютин. Проект, составленный Редакционными комиссиями к августу 1859 года, отличался от предложенного губернскими комитетами увеличением земельных наделов и уменьшением повинностей.
В конце августа 1859 года были вызваны депутаты от 21 губернского комитета. В феврале следующего года были вызваны депутаты от 24 губернских комитетов. «Второй созыв» оказался ещё более консервативным. Он настроен был окончательно затормозить дело отмены крепостного права. В октябре 1859 Я. И. Ростовцев отмечал в своём письме императору, что «комиссии желали от всей души уравновешивать интересы крестьян с интересами помещиков», но равновесия этого «доселе ещё не достигли». Не выдержавший накала отношений между правительством и дворянством, умирает Я. И. Ростовцев — человек эмоциональный и все близко принимавший к сердцу. После смерти Ростовцева место председателя Редакционных комиссий занял консерватор и крепостник граф В. Н. Панин. Более либеральный проект вызвал недовольство поместного дворянства, и в 1860 в проекте при активном участии Панина были несколько уменьшены наделы и увеличены повинности. Редакционные комиссии под предводительством В. Н. Панина закончили свои работы в октябре 1860 года, составив пять проектов общих и местных положений об устройстве крестьян; собрание же вообще всех материалов, разработанных, обсуждённых и составленных Редакционными комиссиями, заняло собою 35 печатных томов. Всего Редакционные комиссии подробно рассмотрели 82 проекта губернских комитетов. При рассмотрении реформы в Главном комитете по крестьянскому делу в октябре 1860 года, как и при его обсуждении в Государственном совете с конца января 1861 года, преобладал консервативный настрой. 28 января 1861 года император Александр II выступил в Государственном совете с речью, в которой потребовал от Государственного совета закончить дело об освобождении крестьян в первой половине февраля текущего года, чтобы оно было объявлено до начала полевых работ. Император решительно заявил: «Повторяю, и это моя непременная воля, чтоб дело это теперь же было кончено… Всякое дальнейшее промедление может быть пагубно для государства».

## Манифест

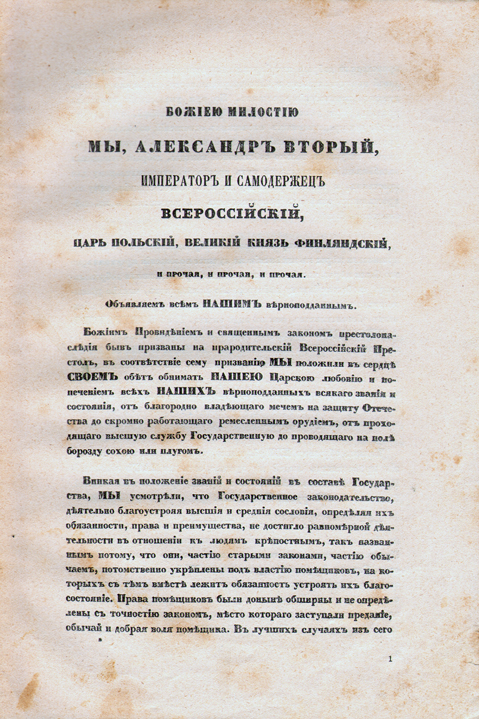
Факсимиле манифеста 19 февраля 1861 года по изданию «Великая реформа», 1911 год

19 февраля (3 марта) 1861 года в Петербурге император Александр II подписал манифест «О Всемилостивейшем даровании крепостным людям прав состояния свободных сельских обывателей» и «Положение о крестьянах, выходящих из крепостной зависимости», состоявшее из 17 законодательных актов.
Манифест был обнародован 5 марта (17 марта) 1861 года, в Прощёное воскресенье; его текст был зачитан в храмах после обедни, в Москве, Петербурге и других городах. В Михайловском манеже указ перед народом был зачитан царём лично. В некоторых отдалённых местах — в течение марта того же года.

## Содержание реформы
19 февраля (3 марта) 1861 в Петербурге Александр II подписал манифест об отмене крепостного права и Положение о крестьянах, выходящих из крепостной зависимости, состоявшее из 17 законодательных актов, касавшихся вопросов освобождения крестьян, условий выкупа ими помещичьей земли и размеров выкупаемых наделов по отдельным районам России. В их числе: «Правила о порядке приведения в действие Положений о крестьянах, вышедших из крепостной зависимости», «Положение о выкупе крестьянами, вышедшими из крепостной зависимости, их усадебной оседлости и о содействии правительства к приобретению сими крестьянами в собственность полевых угодий», местные положения.

### Основные положения реформы
Основной акт — «Общее положение о крестьянах, вышедших из крепостной зависимости» — содержал главные условия крестьянской реформы:
- Крестьяне перестали считаться крепостными и стали считаться «временнообязанными»; крестьяне получили права «свободных сельских обывателей», то есть полную гражданскую правоспособность во всём, что не относилось к их особым сословным правам и обязанностям — членству в сельском обществе и владению надельной землёй.
- Крестьянские дома, постройки, всё движимое имущество крестьян было признано их личной собственностью.
- Крестьяне получали выборное самоуправление, низшей (хозяйственной) единицей самоуправления было сельское общество, высшей (административной) единицей — волость.
- Помещики сохраняли собственность на все принадлежавшие им земли, однако обязаны были предоставить в пользование крестьянам «усадебную оседлость» (придомовый участок) и полевой надел; земли полевого надела предоставлялись не лично крестьянам, а в коллективное пользование сельским обществам, которые могли распределять их между крестьянскими хозяйствами по своему усмотрению. Минимальный размер крестьянского надела для каждой местности устанавливался законом.
- За пользование надельной землёй крестьяне должны были отбывать барщину или платить оброк и не имели права отказа от неё в течение 9 лет.
- Размеры полевого надела и повинностей должны были фиксироваться в уставных грамотах, которые составлялись помещиками на каждое имение и проверялись мировыми посредниками.
- Сельским обществам предоставлялось право выкупа усадьбы и по соглашению с помещиком — полевого надела, после чего все обязательства крестьян перед помещиком прекращались; крестьяне, выкупившие надел, именовались «крестьянами-собственниками». Крестьяне также могли отказаться от права выкупа и бесплатно получить от помещика надел в размере четверти от надела, который они имели право выкупить; при наделении бесплатным наделом временно-обязанное состояние также прекращалось.
- Государство на льготных условиях предоставило помещикам финансовые гарантии получения выкупных платежей (выкупная операция), приняв их выплату на себя; крестьяне, соответственно, должны были выплачивать выкупные платежи государству.

### Размер наделов
Согласно реформе устанавливались максимальные и минимальные размеры крестьянских наделов. Наделы могли уменьшаться по специальным соглашениям крестьян с помещиками, а также при получении дарственного надела. При наличии в пользовании крестьян наделов меньшего размера помещик обязан был или прирезать недостающую землю от размера минимума (так называемые «прирезки»), или снизить повинности. Прирезки имели место только в том случае, если за помещиком остаётся не менее трети (в степных зонах — половины) земель. За высший душевой надел устанавливался оброк от 8 до 12 руб. в год или барщина — 40 мужских и 30 женских рабочих дней в год. Если надел был больше высшего, то помещик отрезал в свою пользу «лишнюю» землю. Если надел был менее высшего, то повинности уменьшались, но не пропорционально.
В результате этого средний размер крестьянского надела пореформенного периода составлял 3,3 десятины на душу населения, что было меньше, чем до реформы (так называемые «кошачьи наделы»). В чернозёмных губерниях помещики отрезали у крестьян пятую часть их земель. Самые большие потери понесли крестьяне Поволжья. Помимо отрезков, другими инструментами ущемления прав крестьян были переселения на неплодородные земли, лишение выпасов, лесов, водоёмов, загонов и других необходимых каждому крестьянину угодий. Трудности для крестьян представляла и чересполосица, вынуждавшая крестьян арендовать у помещиков земли, которые вдавались клиньями в крестьянские наделы.

### Повинности временнообязанных крестьян
Крестьяне находились во временнообязанном состоянии вплоть до заключения выкупной сделки. На первых порах срок этого состояния не указывался. 28 декабря 1881 года указом Александра III «О выкупе наделов остающимися ещё в обязательных отношениях к помещикам крестьянами в губерниях, состоящих на великороссийском и малороссийском местных положениях 19 февраля 1861 года», он в конце концов был установлен. Согласно постановлению, все временнообязанные крестьяне переводились на выкуп с 1 января 1883 года. Подобная ситуация имела место только в центральных регионах империи. На окраинах временнообязанное состояние крестьян сохранялось вплоть до 1912—1913 годов.
При временнообязанном состоянии крестьяне должны были за пользование землёй платить оброк или трудиться на барщине. Размер оброка за полный надел составлял 8—12 рублей в год. Прибыльность надела и размер оброка никак не были связаны. Самый высокий оброк (12 рублей в год) платили крестьяне Петербургской губернии, земли которой были крайне неплодородны. Напротив, в чернозёмных губерниях величина оброка была значительно ниже.
Ещё одним недостатком оброка была его градированность, когда первая десятина земли оценивалась дороже остальных. Например, в нечернозёмных землях при полном наделе в 4 десятины и оброке в размере 10 рублей за первую десятину крестьянин платил 5 рублей, что составляло 50 % от суммы оброка (за последние две десятины крестьянин уплачивал по 12,5 % от общей суммы оброка). Это вынуждало крестьян покупать земли, а помещикам давало возможность выгодно сбывать неплодородные земли.
Барщину обязаны были отбывать все мужчины в возрасте от 18 до 55 лет и все женщины в возрасте от 17 до 50 лет. В отличие от прежней барщины, пореформенная барщина была более ограничена и упорядочена. За полный надел крестьянину полагалось отработать на барщине не более 40 мужских и 30 женских дней.

### Местные положения
Остальные «Местные положения» в основном повторяли «Великороссийское», но с учётом специфики своих районов. Особенности крестьянской реформы для отдельных категорий крестьян и специфических районов определялись «Дополнительными правилами» — «Об устройстве крестьян, водворённых в имениях мелкопоместных владельцев, и о пособии сим владельцам», «О приписанных к частным горным заводам людях ведомства Министерства финансов», «О крестьянах и работниках, отбывающих работы при Пермских частных горных заводах и соляных промыслах», «О крестьянах, отбывающих работы на помещичьих фабриках», «О крестьянах и дворовых людях в Земле Войска Донского», «О крестьянах и дворовых людях в Ставропольской губернии», «О крестьянах и дворовых людях в Сибири», «О людях, вышедших из крепостной зависимости в Бессарабской области».

### Освобождение дворовых крестьян
«Положение об устройстве дворовых людей» предусматривало освобождение их без земли и усадьбы, однако в течение 2 лет они оставались в полной зависимости от помещика. Дворовые слуги в то время составляли 6,5 % крепостных крестьян. Таким образом, огромное количество крестьян оказалось практически без средств к существованию.

### Выкупные платежи

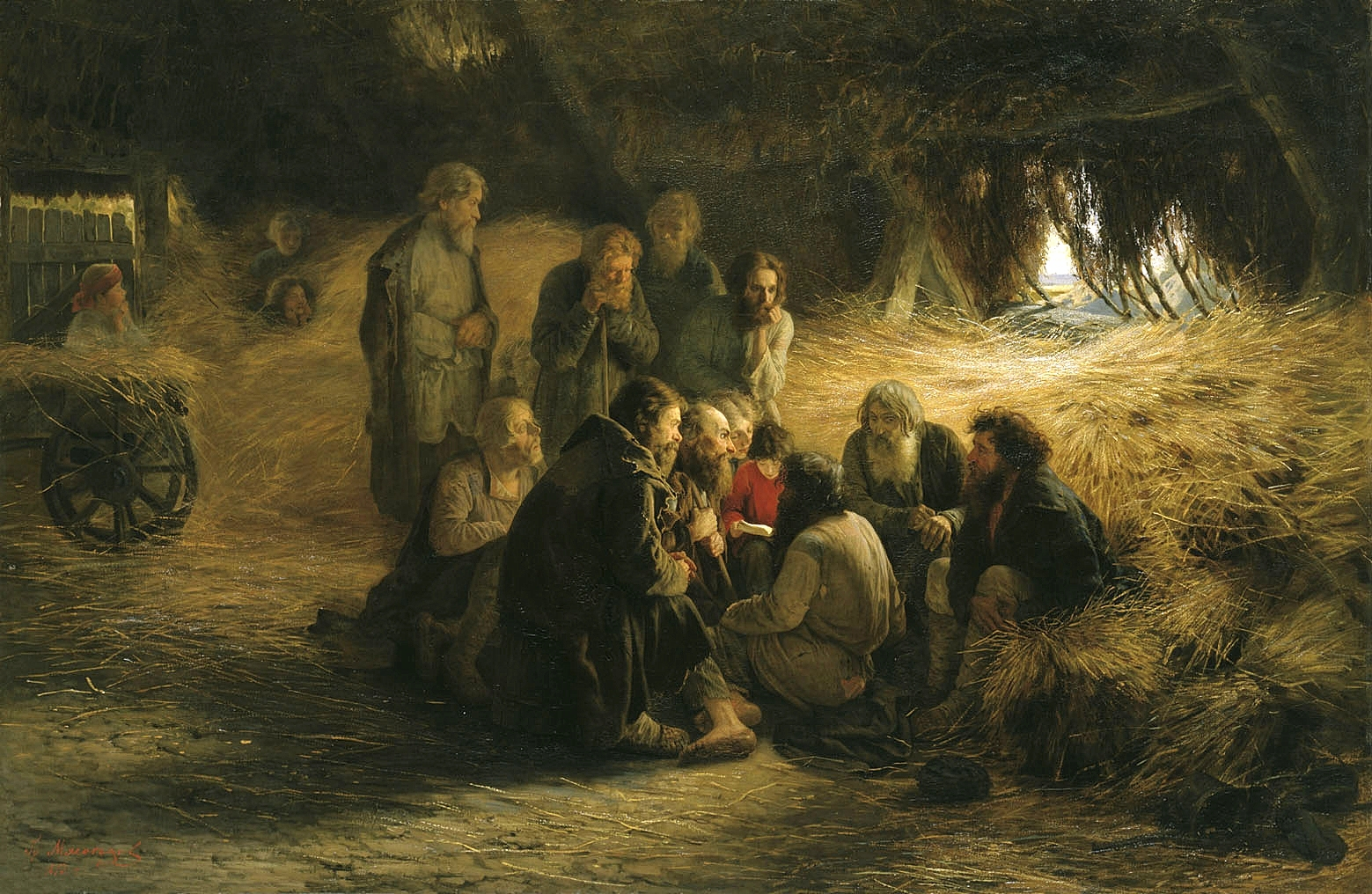
Григорий Мясоедов. «Чтение Положения 19 февраля 1861 года», 1873

Положение «О выкупе крестьянами, вышедшими из крепостной зависимости, их усадебной оседлости и о содействии правительства к приобретению сими крестьянами в собственность полевых угодий» определяло порядок выкупа крестьянами земли у помещиков, организацию выкупной операции, права и обязанности крестьян-собственников. Выкуп же полевого надела зависел от соглашения с помещиком, который мог обязать крестьян выкупать землю по своему требованию. Цена земли определялась оброком, капитализированным из 6 % годовых. В случае выкупа по добровольному соглашению крестьяне должны были внести помещику дополнительный платёж. Основную сумму помещик получал у государства.
Крестьянин обязан был немедленно уплатить помещику 20 % выкупной суммы, а остальные 80 % вносило государство. Крестьяне должны были погашать её в течение 49 лет ежегодно равными выкупными платежами. Ежегодный платёж составлял 6 % выкупной суммы. Таким образом, крестьяне суммарно уплачивали 294 % выкупной ссуды. В современных терминах, выкупная ссуда была кредитом с аннуитетными платежами на срок 49 лет под 5,6 % годовых. Выкупные платежи были понижены в западных губерниях 2 ноября 1863 года, указом Александра III от 28 декабря 1881 г. — в великороссийских и малороссийских губерниях в размере одного рубля с каждого обложенного платежами душевого надела в Великороссии и шестнадцати копеек с каждого рубля высшего оклада выкупных платежей крестьян — в Малороссии. Уплата выкупных платежей была прекращена Манифестом от 3 ноября 1905 г. «Об улучшении благосостояния и облегчении положения крестьянского населения», согласно которому выкупные платежи помещичьих, удельных и государственных крестьян были уменьшены с первого января 1906 года наполовину, а с первого января 1907 года взимание платежей прекращалось.
В 1906 году в условиях Первой русской революции Михаил Покровский указывал, что «выкуп был выгоден не крестьянам, а помещикам». К 1906 году крестьяне заплатили 1 млрд 571 млн рублей выкупа за земли, стоившие 544 млн рублей. Таким образом, крестьяне фактически (с учётом процентов по кредиту) уплачивали тройную сумму, что составляло предмет критики со стороны наблюдателей, стоявших на народнических позициях (а впоследствии — со стороны советских историков), но было при этом математически нормальным результатом для столь долгосрочного кредита. Ставка кредита в 5,6 % годовых, учитывая неипотечный характер кредита (за неуплату выкупных взносов можно было изъять личное, не имеющее производственного значения, имущество крестьян, но не саму землю) и проявившуюся ненадёжность заёмщиков, была сбалансированной и сообразной со сложившимися ставками кредитования всех других видов заёмщиков в то время. Так как пени за просроченные платежи неоднократно списывались, а в 1906 году государство простило сельским обществам всю неоплаченную часть задолженности, выкупная операция оказалась для государства убыточной.

## Анализ реформы

### Положение крестьян

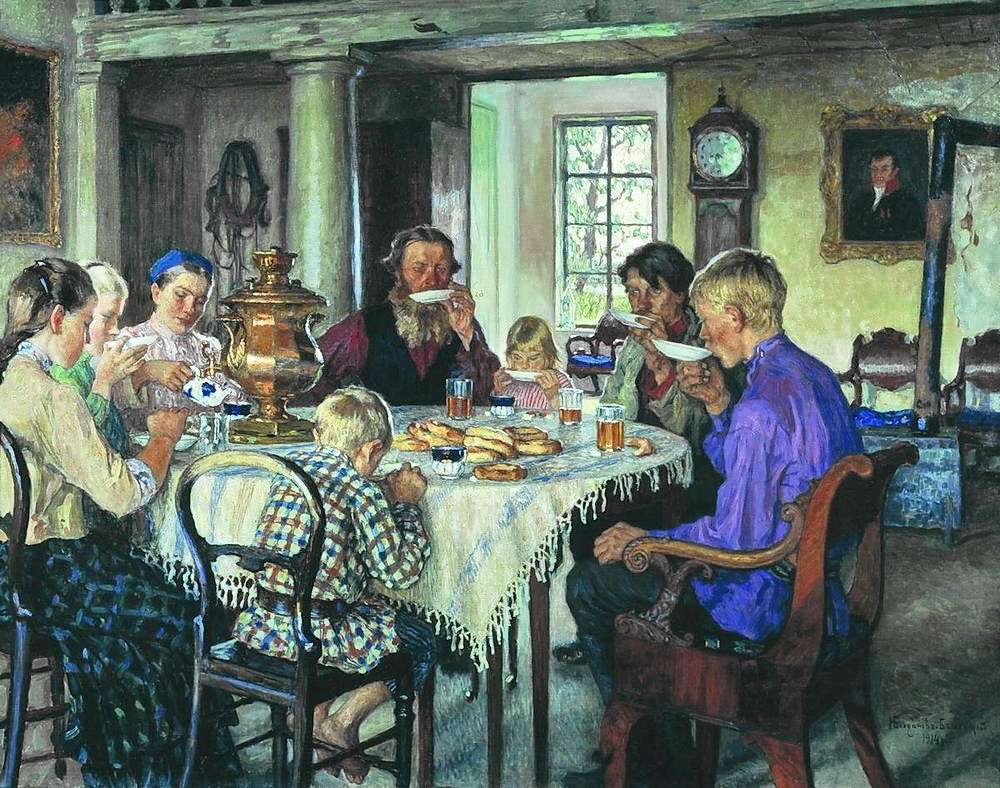
Худ. Н. П. Богданов-Бельский. «Новые хозяева. Чаепитие». (1913 г., собрание Государственного художественного музея Алтайского края). На картине изображена семья богатых крестьян, купившая поместье разорившегося дворянина.

Крестьяне перестали считаться крепостными и стали считаться «временнообязанными»; крестьяне получили права «свободных сельских обывателей», то есть полную гражданскую правоспособность во всём, что не относилось к их особым сословным правам и обязанностям — членству в сельском обществе и владению надельной землёй.
Личная свобода крестьян, полученная в результате реформы, заключалась в следующем:
- Полностью прекратилась купля-продажа крестьян помещиками.
- Для вступления крестьян в брак и распоряжения в их семейственных делах более не требовалось дозволения помещиков.
- Крестьяне получили право увольнения из сельских обществ при условии отказа навсегда от участия в мирском наделе, с соблюдением правил, установленных в местных положениях, и сдачи состоявшего в их пользовании участка земли.

В том, что касается пользования наделами — крестьянская реформа не привела к одномоментному изменению положения крестьян, однако создала условия для постепенного прекращения крепостной практики в последующие годы.
Первым серьёзным исследованием реформы стал труд историка и врача Александра Скребицкого «Освобождение крестьян в царствование Александра II». В нём автор скрупулёзно собрал и представил все имеющиеся материалы по подготовке реформы. Работа вышла в Бонне в 1860-е годы. В дальнейшем историки, изучавшие крестьянский вопрос, по-разному комментировали основные положения указанных законов. Как указывал М. Н. Покровский, вся реформа для большинства крестьян свелась к тому, что они перестали официально называться «крепостными», а стали называться «обязанными»; формально они стали считаться свободными, но в их положении в первые годы после реформы ничего не изменилось или даже ухудшилось: в частности, пороть крестьян помещики стали ещё больше. «Быть от царя объявленным свободным человеком, — писал историк, — и в то же время продолжать ходить на барщину или платить оброк: это было вопиющее противоречие, бросавшееся в глаза. „Обязанные“ крестьяне твёрдо верили, что эта воля — не настоящая…». Такого же мнения придерживался, например, историк Н. А. Рожков — один из наиболее авторитетных специалистов по аграрному вопросу дореволюционной России, а также ряд других авторов, писавших о крестьянском вопросе.
Как указывал историк П. А. Зайончковский, представление о том, что «эта свобода не настоящая» разделялось после реформы не только крестьянами, но и широкими слоями населения, включая либеральную интеллигенцию: «Обнародование „Положений“ сразу же вызвало мощный подъём крестьянского движения. Сохраняя наивную веру в царя, крестьяне отказывались верить в подлинность манифеста и „Положений“, утверждая, что царь дал „настоящую волю“, а дворянство и чиновники либо её подменили, либо истолковывают в своих корыстных интересах»; «Герцен и Огарёв писали, что народу нужны „земля и воля“»; «задача манифеста [об освобождении крестьян] заключалась в доказательстве того, что ограбление крестьян является актом „величайшей справедливости“, вследствие чего они безропотно должны выполнять свои повинности помещику. Известный общественный деятель либерального направления Ю. Ф. Самарин в своём письме к тульскому помещику князю Черкасскому именно так и оценивал значение манифеста, от которого, по его словам, „веет скорбью по крепостному праву“».
Существует мнение, что законы 19 февраля 1861 года, означавшие юридическую отмену крепостного права (в юридических терминах второй половины XIX в.) не являлись его отменой как социально-экономического института (хотя и создали условия для того, чтобы это случилось в течение последующих десятилетий). Иными словами, согласно данному мнению (высказываемому, например, историками Б. Г. Литваком и Л. Г. Захаровой), они запустили или ускорили процесс исчезновения крепостного права. Крепостное право в России возникло в конце XVI — начале XVII века как запрет на уход крестьян с обрабатываемого ими участка, и сам термин (крепостное право) появился позднее, чем данный запрет, который в течение нескольких десятилетий существовал как некая временная мера, принятая ввиду чрезвычайных обстоятельств (Смута 1598—1613 годов, экономический кризис, разруха и так далее). Лишь в течение первой половины XVII века (окончательно — в Уложении 1649 года) крепостное право было зафиксировано юридически как постоянное прикрепление крестьян к земле. Но возникновение крепостного права однозначно датируется историками не с момента его полного юридического оформления, а с момента фактического возникновения (конец XVI — начало XVII вв.). Соответственно, и после реформы 1861 года, вплоть до 1906 г., несмотря на юридическую отмену крепостного права, сохранялся фактический запрет на уход «обязанных» и «выкупных» крестьян со своего участка земли, что указывает на сохранение крепостного права как социально-экономического института, в частности, историк Б. Н. Миронов пишет о постепенном ослаблении крепостничества в течение нескольких десятилетий после 1861 года.

### Выкуп земли
Что касается конкретных условий выкупа земли, то по данным Н. Рожкова и Дж. Блюма в нечернозёмной полосе России, где проживала основная масса крепостных крестьян, выкупная стоимость земли в среднем в 2,2 раза превышала её рыночную стоимость, а в отдельных случаях она её превышала даже в 5—6 раз. Поэтому фактически цена выкупа, установленная в соответствии с реформой 1861 года, включала не только выкуп земли, но и выкуп самого крестьянина с семьёй — подобно тому, как ранее крепостные могли выкупить вольную у помещика за деньги по договорённости с последним. Такой вывод делают, в частности, историки Дж. Блюм и П. А. Зайончковский. Таким образом, условия освобождения крестьян в России были значительно хуже, чем в Прибалтике, где они были освобождены ещё при Александре I без земли, но и без необходимости уплачивать выкуп за себя.
Как писал П. А. Зайончковский, условия выкупа земли имели «наиболее грабительский характер». В приводимых им примерах, которые, по его словам, являются «яркой иллюстрацией того безудержного грабежа крестьян, который устанавливался „Положениями 19 февраля 1861 г.“», суммы выкупных платежей крестьян, выплачиваемые ими в течение 49 лет, с учётом процентов (6 % годовых) в 4—7 раз превышали рыночную стоимость выкупаемой ими земли.
Соответственно, по условиям реформы крестьяне были по существу принуждаемы к выкупу земли, которую М. Н. Покровский называет «принудительной собственностью». А «чтобы собственник от неё не убежал, — пишет историк, — чего, по обстоятельствам дела, вполне можно было ожидать, — пришлось поставить „освобождаемого“ в такие юридические условия, которые очень напоминают состояние если не арестанта, то малолетнего или слабоумного, находящегося под опекой». Как указывает П. А. Зайончковский, за пользование помещичьей землёй «временнообязанные крестьяне» были обязаны отрабатывать барщину или платить оброк, которые даже выросли по итогам реформы (в расчёте на десятину земли крестьянина). Они не имели права отказаться от предоставленного им помещиком надела и соответственно, от «феодальных повинностей» по крайней мере, в первые девять лет. «Это запрещение, — пишет историк, — достаточно ярко характеризовало помещичий характер реформы». В последующие годы отказ от земли был ограничен рядом условий, затруднявших осуществление этого права. А после 1881 года выкуп земли и вовсе стал обязательным.

### Перераспределение части земли в пользу помещиков
Ещё одним результатом реформы 1861 года стало появление так называемых отрезков — части земель, составлявших в среднем около 20 % (По вычислению А. Лосицкого, всего порядка 5,262 млн десятин), которые ранее были в ведении крестьян, но теперь оказавшихся в ведении помещиков и не подлежавших выкупу. Как указывал Н. А. Рожков, раздел земли был специально проведён помещиками таким образом, что «крестьяне оказались отрезанными помещичьей землёй от водопоя, леса, большой дороги, церкви, иногда от своих пашен и лугов… [В результате] они вынуждались к аренде помещичьей земли во что бы то ни стало, на каких угодно условиях». «Отрезав у крестьян, по Положению 19 февраля, земли, для тех абсолютно необходимые, — писал М. Н. Покровский, — луга, выгоны, даже места для прогона скота к водопою, помещики заставляли их арендовать эти земли не иначе, как под работу, с обязательством вспахать, засеять и сжать на помещика определённое количество десятин». В мемуарах и описаниях, написанных самими помещиками, указывал историк, эта практика отрезков описывалась как повсеместная — практически не было помещичьих хозяйств, где бы не существовало отрезков. В одном примере помещик «хвастался, что его отрезки охватывают, как кольцом, 18 деревень, которые все у него в кабале; едва приехавший арендатор-немец в качестве одного из первых русских слов запомнил atreski и, арендуя имение, прежде всего справлялся, есть ли в нём эта драгоценность».
На то же значение отрезков как результата крестьянской реформы указывал П. А. Зайончковский. Как писал после реформы 1861 г. смоленский помещик А. Н. Энгельгардт, «теперь… иное имение и без лугов, и с плохой землёй даёт большой доход, потому что оно благоприятнее для землевладельца расположено относительно деревень, а главное, обладает „отрезками“, без которых крестьянам нельзя обойтись, которые загораживают их земли от земель других владельцев». Как писал М. Е. Салтыков-Щедрин, «когда только что пошли слухи о предстоящей крестьянской передряге…, когда наступил срок для составления уставной грамоты, то он [помещик] без малейшего труда опутал будущих „соседушек“ со всех сторон. И себя, и крестьян разделил дорогою: по одну сторону дороги — его земля (пахотная), по другую — надельная; по одну сторону — его усадьба, по другую — крестьянский порядок. А сзади деревни — крестьянское поле, и кругом, куда ни взгляни,— господский лес… Словом сказать, так обставил дело, что мужичку курицы выпустить некуда».
Как писал П. А. Зайончковский, арендные цены на отрезанные у крестьян земли были значительно выше существующих средних арендных цен (в приводимых им примерах — в 2 раза). Кроме того, обычно использование этих земель крестьяне не оплачивали деньгами, а отрабатывали, что ещё более увеличивало для них бремя помещичьих отрезков, так как труд крестьянина в этом случае оценивался значительно дешевле, нежели при условии вольного найма.
В последующем ликвидация отрезков стала одним из главных требований не только крестьян, а также революционеров последней трети XIX века (народники, народовольцы и т. д.), но и большинства революционных и демократических партий в начале XX века, вплоть до 1917 года. Так, аграрная программа большевиков вплоть до декабря 1905 года в качестве главного и по существу единственного пункта включала ликвидацию помещичьих отрезков; это же требование являлось главным пунктом аграрной программы I и II Государственной Думы (1905—1907 гг.), принятой подавляющим большинством её членов (включая депутатов от партий меньшевиков, эсеров, кадетов и «трудовиков»), но отвергнутой Николаем II и Столыпиным.

### Социально-экономические последствия

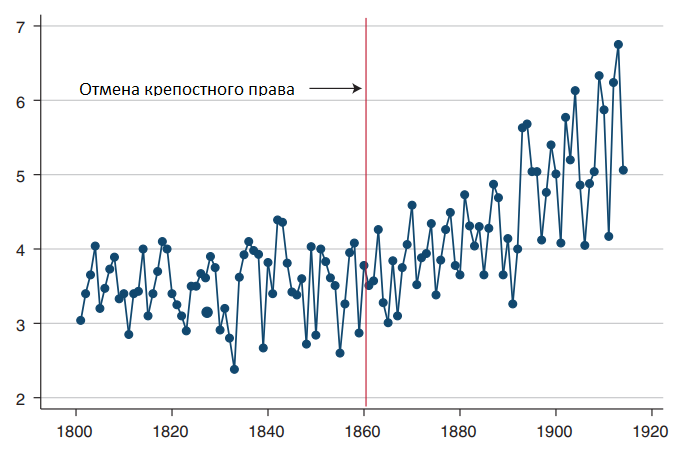
Изменение урожайности зерновых в Российской империи в XIX — начале XX века (количество единиц урожая на единицу посева)

По словам Н. Рожкова, «крепостническая» реформа 19 февраля 1861 г. стала «исходным пунктом всего процесса происхождения революции» в России, а согласно аналогичному выводу Л. Г. Захаровой, «компромиссный и противоречивый характер» реформы «был чреват в исторической перспективе революционной развязкой».
Согласно исследованию современного историка А. Маркевича на большом массиве данных в 50 европейских губерниях до и после отмены крепостного права, реформа резко увеличила производительность сельского хозяйства, улучшилась агрономическая практика. Кроме того возросла товарность сельского хозяйства, производители стали более гибко реагировать на конъюнктуру цен. Одновременно улучшилось питание крестьян, о чём свидетельствует прирост среднего роста новобранцев примерно на 1 см в течение нескольких лет после реформы.
Профессор СПбГУ В. Т. Рязанов в своей работе «Реформа 1861 года в России: причины и исторические уроки» придерживается иной точки зрения, считая, что темп увеличения сбора зерновых и урожайности (за исключением картофеля) в первое десятилетие после Реформы примерно соответствовал дореформенному периоду (рост на 5,6 и 5,0 % соответственно). И только через 20 лет после начала Реформы темпы развития российского сельского хозяйства ускорились.

## Осуществление реформы
«Манифест» и «Положения» были обнародованы с 7 марта по 10 апреля (в Петербурге и Москве — 5 марта). Двухнедельная задержка между подписанием и обнародованием (а до отдалённых мест империи обнародование «добиралось» ещё несколько недель) было обусловлено необходимостью подготовить войска и полицию к предстоящим волнениям: Опасаясь недовольства крестьян условиями реформы, правительство приняло ряд мер предосторожности (передислокация войск, командирование на места лиц императорской свиты, обращение Синода и т. д.). Крестьянство, недовольное кабальными условиями реформы, ответило на неё массовыми волнениями. Наиболее крупными из них были Бездненское и Кандиевское восстания. Особая ситуация сложилась на горных заводах, факториях, рудниках и других промышленных предприятиях, где их работники, ранее являвшиеся собственностью владельцев заводов, либо собственностью управлявших заводами купцов, если заводы были казёнными. К заводам перед оглашением «манифеста» были заблаговременно передислоцированы регулярная армия, иррегулярное войско (казаки, башкиры и прочие), горная полиция (так именовались специальные добровольческие формирования полиции в промышленных районах и предприятиях, связанных с добычей полезных ископаемых, нередко набиравшиеся из уголовников), командированы офицеры жандармского корпуса и чины охранного ведомства для руководства карательными мероприятиями. Только лишь на предприятиях Пермского края было сосредоточено более 40 тыс. военных для усмирения предстоящих восстаний. Руководству заводов были приставлены офицеры связи для координации усилий военных и полицейских сил при подавлении предстоящих волнений, подготовлена система экстренной связи, назначены ответственные из числа офицеров. Руководство предприятий поспешило удалиться перед оглашением «манифеста» и руководило своими предприятиями через приказчиков, те в свою очередь также стали массово оформлять больничные и другими способами уклоняться от пребывания на опасных местах.
Всего в течение только 1861 года было зафиксировано 1176 крестьянских восстаний, в то время как за 5 лет с 1855 г. по 1860 гг. их было лишь 474. Таким образом, число крестьянских восстаний в 1861 году в 2,5 раза превысило прежний «рекорд» второй половины 1850-х годов. По другим данным, только с января по июнь произошло 1340 крестьянских выступлений, причём в 718 случаях волнения были ликвидированы с помощью войска. Восстания не утихали и в 1862 году, и подавлялись очень жестоко. За два года после объявления реформы правительству пришлось применить военную силу в 2115 сёлах. Это многим дало повод говорить о начавшейся крестьянской революции. Так, М. А. Бакунин был в 1861—1862 годах убеждён, что взрыв крестьянских восстаний неизбежно приведёт к крестьянской революции, которая, как он писал, «по существу уже началась». «Несомненно, что крестьянская революция в России 60-х годов была не плодом испуганного воображения, а совершенно реальной возможностью…», — писал Н. А. Рожков, сравнивая возможные её последствия с Великой французской революцией. Как отмечал П. А. Зайончковский, у правительства возникали опасения, что войска, применявшиеся для подавления восстаний крестьян, могут перейти на сторону последних. Чтобы этого не произошло, для рядовых военных уже в директивном порядке был распространён тот же принцип, что и для ссыльных, т. е. солдаты отправлялись на службу за сотни километров от родных мест, в связи с чем вероятность родственных или земляческих связей у восставших с солдатами карательных отрядов, отправленными на их подавление, приближалась к нулю, снижалась и возможность их перехода на сторону восставших. Были приняты и другие меры, чтобы как можно сильнее оторвать солдатские массы от крестьянских, кроме того стали всё чаще задействоваться иррегулярные войска, собранные из инородцев покорённых племён.
Проведение Крестьянской реформы началось с составления уставных грамот, которое в основном было закончено к середине 1863 года Уставные грамоты заключались не с каждым крестьянином по отдельности, а с «миром» в целом. «Мир» представлял собой общество крестьян, находившихся в собственности отдельного помещика. На 1 января 1863 г. крестьяне отказались подписать около 60 % грамот. Интересно, что на условия реформы, когда крестьянин вынужден был приобретать землю, а не получить её безвозмездно, обращали острое внимание и дворяне. Так, в 1862 году был составлен адрес монарху от тверского дворянства. В нём дворяне отметили, что подобное положение вещей ставит «общество в безвыходное положение, грозящее гибелью государству». В этом адресе тверское дворянство обратилось к государю с просьбой распространить и на дворянство уплату налогов, а на крестьян — возможность выбирать «людей для управления государством».
Проблема в том, что цена земли по выкупу значительно превышала её рыночную стоимость в то время; в нечернозёмной полосе в среднем в 2—2,5 раза (в 1854—1855 годах цена всех крестьянских земель составляла 544 млн рублей, в то время как выкуп составлял 867 млн). В результате этого в ряде районов крестьяне добивались получения дарственных наделов, и в некоторых губерниях (Саратовская, Самарская, Екатеринославская, Воронежская и др.) появилось значительное число крестьян-дарственников.
Под влиянием Польского восстания 1863 произошли изменения в условиях Крестьянской реформы в Литве, Беларуси и на Правобережной Украине: законом 1863 года вводился обязательный выкуп; уменьшились на 20 % выкупные платежи; крестьяне, обезземеленные с 1857 по 1861, получали полностью свои наделы, обезземеленные ранее — частично.
Переход крестьян на выкуп растянулся на несколько десятилетий. К 1881 оставалось во временнообязанных отношениях 15 %. Но в ряде губерний их было ещё много (Курская 160 тыс., 44 %; Нижегородская 119 тыс., 35 %; Тульская 114 тыс., 31 %; Костромская 87 тыс., 31 %). Быстрее шёл переход на выкуп в чернозёмных губерниях, там же преобладали и добровольные сделки над обязательным выкупом. Помещики, имевшие большие долги, чаще, чем другие, стремились ускорить выкуп и заключить добровольные сделки.

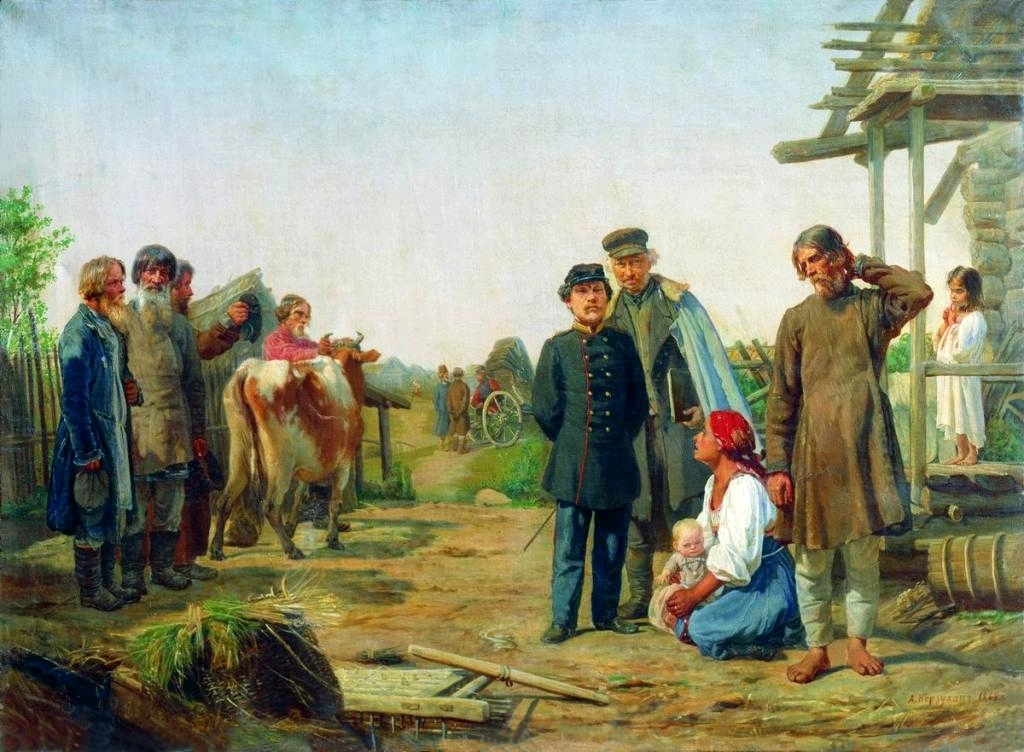
А. И. Корзухин. Сбор недоимок (Уводят последнюю корову). Картина 1868 г.

Переход из «временнообязанных» в «выкупные» не давал крестьянам права покинуть свой участок (то есть обещанной свободы), но значительно увеличивал бремя платежей. Выкуп земли по условиям реформы 1861 года для подавляющего большинства крестьян растянулся на 45 лет и представлял для них настоящую кабалу, поскольку они не были в состоянии выплачивать такие суммы. Размер недоимок по выкупным платежам постоянно увеличивался. Так, в 1871 году губерний, в которых недоимки превысили 50 % оклада, было восемь (из них в пяти они составляли свыше 100 %); в 1880 году их насчитывалось уже 14 (из них в 10 губерниях недоимки были более 100 %, в одной из них — Смоленской — 222,2 %). А к 1902 году общая сумма недоимок по крестьянским выкупным платежам составляла 420 % от суммы ежегодных выплат, в ряде губерний эта цифра уже превышала 500 %.
Отмена крепостного права коснулась и удельных крестьян, которые «Положением 26 июня 1863» переводились в разряд крестьян-собственников путём обязательного выкупа на условиях «Положений 19 февраля». Отрезки у них в целом были значительно меньше, чем у помещичьих крестьян. Средний размер надела бывшего удельного крестьянина составлял 4,8 десятины на душу. Выкуп земель удельными крестьянами осуществлялся на тех же условиях, что и крепостными крестьянами (то есть капитализацией 6 % оброка). В отличие от помещичьих крестьян, переводившихся на выкуп через 20 лет, удельные крестьяне переводились на выкуп через 2 года.

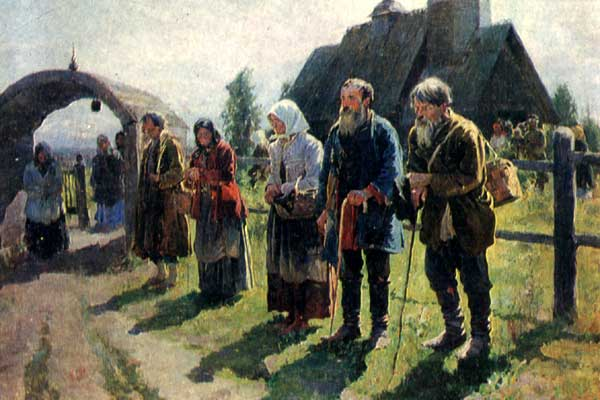
Нищие. Картина С. А. Виноградова

Законом 24 ноября 1866 началась реформа государственных крестьян. За ними сохранялись все земли, находящиеся в их пользовании. По закону от 12 июня 1886 года государственные крестьяне были переведены на выкуп. По собственному желанию крестьянин мог либо продолжать платить оброк государству, либо заключить с ним выкупную сделку. Средний размер надела государственного крестьянина составлял 5,9 десятин.
В отношении государственных крестьян не было ни отрезков, ни завышенных цен — как указывает Дж. Блюм, выкупные платежи за десятину в среднем были в 2—2,5 раза ниже, чем для крепостных крестьян, следовательно, в целом соответствовали рыночным ценам на землю. Однако ранее, при подготовке этого закона, министр государственных имуществ, крупный помещик М. Муравьёв вынашивал план отобрать у государственных крестьян часть их земель и ухудшить условия выкупа, подобно тому, что было сделано в отношении крепостных крестьян. Возможно, его отставка в 1862 году и отказ от ухудшения условий выкупа для государственных крестьян были связаны с начавшейся в 1861—1862 годах «крестьянской революцией».
Крестьянская реформа 1861 года повлекла за собой отмену крепостного права и на национальных окраинах Российской империи. 13 октября 1864 был издан указ об отмене крепостного права в Тифлисской губернии, через год он был распространён с некоторыми изменениями на Кутаисскую губернию, а в 1866 — на Мегрелию. В Абхазии крепостное право было уничтожено в 1870, в Сванетии — в 1871. Условия реформы здесь сохраняли в ещё большей степени крепостнические пережитки, чем по «Положениям 19 февраля». В Армении и Азербайджане крестьянская реформа была произведена в 1870—1883 годах и носила не менее кабальный характер, чем в Грузии. В Бессарабии основную массу крестьянского населения составляли юридически свободные безземельные крестьяне — царане, которые по «Положению 14 июля 1868» наделялись землёй в постоянное пользование за повинности. Выкуп этой земли осуществлялся с некоторыми отступлениями на основе «Положения о выкупе» 19 февраля 1861 года.
Крестьянская реформа 1861 года положила начало процессу быстрого обнищания крестьян. Средний крестьянский надел в России в период с 1860 по 1880 год уменьшился с 4,8 до 3,5 десятин (почти на 30 %), появилось множество разорившихся крестьян, сельских пролетариев, живших случайными заработками — явление, практически исчезнувшее в середине XIX в.

По мнению Особой комиссии, учреждённой Министерством финансов для составления предположений об уменьшении выкупных платежей, причины, вызвавшие тяжёлое состояние деревни, коренились в условиях реформы… «Последствием этих неблагоприятных условий для крестьянских хозяйств, — резюмировала комиссия, — было положение, которое разными органами управления в разных местах очерчено следующим образом: „Полевые земли оставаясь без удобрения, истощаются с каждым годом всё более и более, чем объясняются отчасти неурожаи последних пяти лет“». Эту характеристику положения крестьянского хозяйства нельзя не признать правильной. Всё это, естественно, приводило к систематическим голодовкам миллионов крестьян, массовым эпидемиям и другим социальным бедствиям.— П. А. Зайончковский

## Критика

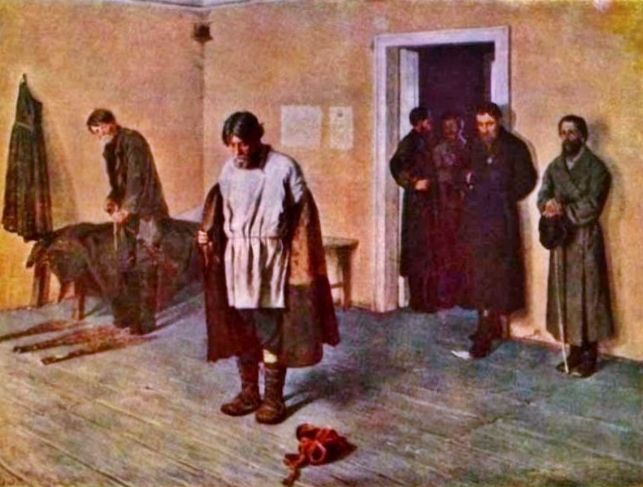
Порка крестьян в 1884 года на картине С. А. Коровина. Телесные наказания по приговору волостных судов были сохранены для крестьян и после реформы

Радикальные современники и многие историки (особенно советские) считали реформу Александра II половинчатой, «крепостнической» и утверждали, что она не привела к освобождению крестьян, а лишь определила механизм такого освобождения, причём неэффективный.

Только в словах и выходит разница, что названья переменяются. Прежде крепостными, либо барскими вас звали, а ноне срочно-обязанными вас звать велят; а на деле перемены либо мало, либо вовсе нет. Эки слова-то выдуманы! Срочно-обязанные, — вишь ты глупость какая!
— прокламация Н. Чернышевского «Барским крестьянам от их доброжелателей поклон» (1861)
В историографии сложилось устойчивое мнение, что реформа способствовала формированию так называемой чересполосицы — особого расположения земельных участков одного хозяина вперемежку с чужими участками. На деле чересполосица складывалась постепенно на протяжении столетий и была следствием регулярного передела общинной земли, особенно при отделении семей выросших сыновей. Что в самом деле испортило крестьянские наделы после реформы 1861 года, так это то, что помещик в ряде губерний и в ряде случаев производил отрезки земли от крестьян, если размер надела был больше размера подушного участка, назначенного для той местности. Помещик, конечно, мог и уступить клочок земли, но зачастую он этого не делал. Именно в больших имениях крестьяне пострадали от такого проведения реформы и получили наделы, почти равные низшей норме.

Крестьяне увидели, что их наделили песком и болотами и какими-то разбросанными клочками земли, на которых невозможно вести хозяйство… когда увидели, что это сделано с соизволения государственной власти, когда увидели, что нет той таинственной статьи закона, которую они предполагали как охраняющую народные интересы… то убедились, что им нечего рассчитывать на государственную власть, что они могут рассчитывать только на самих себя.
— из речи народника И. Н. Мышкина на «процессе 193-х» (1877)

## Память
В память об отмене крепостного права, и в связи с последовавшими вслед за этим событиями, был учреждён ряд государственных наград. К ним относятся медали «19 февраля 1861 г.», «За труды по освобождению крестьян», «За труды по устройству удельных крестьян», «За труды по устройству крестьян в Царстве Польском», «За труды по устройству военно-заводского населения».
Идея строительства храма в честь отмены крепостного права в Российской империи появилась в обществе сразу по опубликовании Манифеста. В числе инициаторов этого проекта был известный русский историк М. Н. Погодин. Результатом этого движения стало строительство Александро-Невского собора на Миусской площади в Москве. Храм был заложен в 1911 году, к 50-летию реформы, и завершён в 1917 году. Впоследствии в годы Советской власти был уничтожен. К юбилеям отмены крепостного права проводились различные общественно-научные мероприятия.
В нумизматике отмена крепостного права была отмечена дважды:
- 3 сентября 1991 года Госбанк СССР выпустил палладиевую монету достоинством 25 рублей в честь 130-летия события.
- В 2011 году Банк России выпустил памятную монету, посвящённую 150-летию выхода «Манифеста об отмене крепостного права»: